# スクシニルCoA
スクシニルCoA（スクシニルこえー、スクシニルこえんざいむえー、succinyl-CoA、SucCoA）は、コハク酸と補酵素Aからなる有機化合物である。

## 生体内での役割
α-ケトグルタル酸デヒドロゲナーゼによる脱炭酸によってα-ケトグルタル酸から合成されるクエン酸回路の重要な中間体である。この過程で補酵素Aが付加される。
また、β酸化を受けることができない奇数脂肪酸であるプロピオニルCoAからも合成される。プロピオニルCoAはD-メチルマロニルCoAにカルボキシル化され、さらにL-メチルマロニルCoAに異性化され、そしてビタミンB12依存性酵素を経てスクシニルCoAの生成に再配列される。スクシニルCoAはクエン酸回路の中間体であり、それに容易に取り込まれる。
スクシニルCoAはスクシニルCoAシンターゼ（コハク酸チオキナーゼ）による補酵素Aの加水分解によりコハク酸に変換される。
また、スクシニルCoAはポルフィリン合成においてアミノレブリン酸合成酵素（EC 2.3.1.37）によってグリシンと組み合わされ、δ-アミノレブリン酸(dALA)を形成する。

## 形成
スクシニルCoAはメチルマロニルCoAムターゼによるデオキシアデノシルB12の利用を通して、メチルマロニルCoAから形成することができる。この反応では、いくつかの分枝鎖アミノ酸や奇数鎖脂肪酸がプロピオン酸を経てスクシニルCoAへ異化される反応においてビタミンB12が重要な役割を演ずる。